# Lord Byron of Broadway
Lord Byron of Broadway è un film drammatico e romantico del 1930 diretto da Harry Beaumont e William Nigh.

## Trama
Roy, compositore e pianista di piano bar, usa il suo fascino romantico per trovare ispirazione. Una delle ragazze infatuate di lui gli mostra un fascio di vecchie lettere d'amore e Roy sfrutta quel materiale per scrivere testi di successo, un metodo che utilizza più di una volta. In un negozio di pianoforte, conosce Nancy e il suo amico Joe cerca di farlo smettere con i suoi atteggiamenti da Lord Byron, ma sfortunatamente muore. Roy mette la testa a posto e sposa Nancy.

## Produzione
Il film fu prodotto dalla Metro-Goldwyn-Mayer (MGM) (controlled by Loew's Inc.)

## Distribuzione
Distribuito dalla Metro-Goldwyn-Mayer (MGM) (controlled by Loew's Inc.), uscì nelle sale cinematografiche statunitensi il 28 febbraio 1930.

## Canzoni e numeri musicali
I numeri musicali sono coreografati da Sammy Lee e da Albertina Rasch
- Only Love Is Real (parole di Arthur Freed, musica di Nacio Herb Brown)
- A Bundle of Old Love Letters (parole di Arthur Freed, musica di Nacio Herb Brown)
- Should I? (parole  di Arthur Freed, musica di Nacio Herb Brown)
- The Woman in the Shoe (parole di Arthur Freed, musica di Nacio Herb Brown)
- When I Met You (parole di Arthur Freed, musica di Nacio Herb Brown)
- You're the Bride and I'm the Groom (parole  di Arthur Freed, musica di Nacio Herb Brown)
- Love Ain't Nothin' but the Blues (parole di Joe Goodwin, musica di Louis Alter
- Blue Daughter of Heaven (parole e musica di Dimitri Tiomkin e Raymond B. Egan
- The Japanese Sandman (musica di Richard A. Whiting, parole Raymond B. Egan)